# Herrarnas 4 × 100 meter frisim vid världsmästerskapen i kortbanesimning 2024
Herrarnas 4 × 100 meter frisim vid världsmästerskapen i kortbanesimning 2024 avgjordes den 10 december 2024 i Donau Arena i Budapest i Ungern.
Guldet togs av USA efter ett lopp på 3 minuter och 1,66 sekunder, vilket blev ett nytt världsrekord. Silvret togs av Italien och bronset togs av Polen.

## Rekord
Inför tävlingens start fanns följande världs- och mästerskapsrekord:
|                   | Nation  | Tid     | Ort                   | Datum            |
| ----------------- | ------- | ------- | --------------------- | ---------------- |
| Världsrekord      | Italien | 3.02,75 | Melbourne, Australien | 13 december 2022 |
| Mästerskapsrekord | Italien | 3.02,75 | Melbourne, Australien | 13 december 2022 |

Följande nya rekord noterades under mästerskapet:
| Datum       | Omgång | Namn                                                                               | Nation | Tid     | Rekord     |
| ----------- | ------ | ---------------------------------------------------------------------------------- | ------ | ------- | ---------- |
| 10 december | Final  | Jack Alexy (45,05) Luke Hobson (45,18) Kieran Smith (46,01) Chris Guiliano (45,42) | USA    | 3.01,66 | 0VR0, 0MR0 |

## Resultat

### Försöksheat
Försöksheaten startade klockan 11:35.
| Placering | Heat | Bana | Nation             | Simmare | Tid     | Noteringar |
| --------- | ---- | ---- | ------------------ | --- | ------- | ---------- |
| 1         | 2    | 4    | USA                | Trenton Julian (47,80) Luke Hobson (45,39) Kieran Smith (46,43) Jack Alexy (45,58)                          | 3.05,20 | 0Q0        |
| 2         | 2    | 5    | Italien            | Alessandro Miressi (46,32) Lorenzo Zazzeri (46,77) Leonardo Deplano (46,01) Manuel Frigo (46,30)            | 3.05,40 | 0Q0        |
| 3         | 1    | 2    | Brasilien          | Kaique Alves (46,69) Guilherme Caribé (46,00) Marco Antonio Ferreira (46,31) Leonardo Coelho Santos (47,77) | 3.06,77 | 0Q0        |
| 4         | 2    | 2    | Polen              | Piotr Ludwiczak (47,51) Jakub Majerski (46,92) Ksawery Masiuk (46,22) Kamil Sieradzki (46,23)               | 3.06,88 | 0Q0        |
| 5         | 1    | 4    | Australien         | Edward Sommerville (47,90) Maximillian Giuliani (46,26) Harrison Turner (46,45) Matthew Temple (46,41)      | 3.07,02 | 0Q0        |
| 6         | 2    | 9    | Neutral Athletes B | Andrej Minakov (47,18) Aleksandr Sjtjogolev (46,53) Dmitrij Zjavoronkov (46,24) Pavel Samusenko (47,09)     | 3.07,04 | 0Q0        |
| 7         | 2    | 7    | Kroatien           | Jere Hribar (46,22) Nikola Miljenić (46,67) Vlaho Nenadic (47,53) Toni Dragoja (46,65)                      | 3.07,07 | 0Q0        |
| 8         | 1    | 6    | Spanien            | Sergio de Celis (47,18) Luis Dominguez (46,32) Miguel Perez-Godoy Brageli (46,63) Nacho Campos Beas (46,96) | 3.07,09 | 0Q0        |
| 9         | 1    | 3    | Tyskland           | Martin Wrede (47,59) Rafael Miroslaw (46,24) Kaii Winkler (46,24) Timo Sorgius (47,33)                      | 3.07,40 |            |
| 10        | 1    | 5    | Kina               | Jiayue Zhao (48,95) Wudi Liu (47,07) Guannan Tao (46,71) Yizhou Xu (47,08)                                  | 3.09,81 |            |
| 11        | 1    | 7    | Japan              | Tatsuya Murasa (47,07) Kaiya Seki (47,12) Masahiro Kawane (47,47) Kaito Tabuchi (48,37)                     | 3.10,03 |            |
| 12        | 2    | 3    | Kanada             | Yuri Kisil (47,67) Tristan Jankovics (47,74) Blake Tierney (47,32) Alexander Axon (47,97)                   | 3.10,70 |            |
| 13        | 2    | 6    | Ungern             | Richárd Márton (47,68) Daniel Meszaros (48,35) Boldizsar Magda (47,41) Benedek Andor (47,64)                | 3.11,08 |            |
| 14        | 1    | 0    | Kazakstan          | Adilbek Mussin (48,48) Yegor Popov (49,18) Maxim Skazobtsov (50,13) Gleb Kovalenya (48,18)                  | 3.15,97 |            |
| 15        | 2    | 0    | Slovakien          | Tibor Tistan (49,05) Matej Duša (48,15) Ádám Halás (49,92) Jakub Poliacik (49,39)                           | 3.16,51 |            |
| 16        | 2    | 1    | Hongkong           | Ralph Yat Ho Koo (49,44) Ian Ho (48,76) Shing Ip He (50,14) Hayden Kwan (48,58)                             | 3.16,92 |            |
| 17        | 2    | 8    | Sydafrika          | Ruard Van Renen (47,70) Michael Houlie (48,96) Arno Kruger (48,48) Kian Keylock (52,05)                     | 3.17,19 |            |
| 18        | 1    | 1    | Malaysia           | Hoe Yean Khiew (49,20) Yin Chuen Lim (48,07) Terence Ng Shin Jian (48,98) Khai Xin Tan (50,98)              | 3.17,23 |            |
| 19        | 1    | 8    | Lettland           | Kristaps Mikelsons (49,58) Nikolass Deicmans (49,94) Daniils Bobrovs (53,10) Girts Feldbergs (49,52)        | 3.22,14 |            |

### Final
Finalen startade klockan 19:27.
| Placering | Bana | Nation             | Simmare | Tid     | Noteringar |
| --------- | ---- | ------------------ | --- | ------- | ---------- |
| 1         | 4    | USA                | Jack Alexy (45,05) 0MR0, 0AR0 Luke Hobson (45,18) Kieran Smith (46,01) Chris Guiliano (45,42)               | 3.01,66 | 0VR0       |
| 2         | 5    | Italien            | Alessandro Miressi (45,95) Leonardo Deplano (45,76) Lorenzo Zazzeri (46,21) Manuel Frigo (45,73)            | 3.03,65 |            |
| 3         | 6    | Polen              | Kamil Sieradzki (46,33) Jakub Majerski (46,04) Ksawery Masiuk (45,64) Kacper Stokowski (46,45)              | 3.04,46 |            |
| 4         | 7    | Neutral Athletes B | Jegor Kornev (45,94) Dmitrij Zjavoronkov (46,22) Aleksandr Sjtjogolev (46,65) Andrej Minakov (45,81)        | 3.04,62 |            |
| 5         | 3    | Brasilien          | Marco Antonio Ferreira (46,44) Guilherme Caribé (45,79) Kaique Alves (45,82) Leonardo Coelho Santos (46,79) | 3.04,84 | 0AR0       |
| 6         | 8    | Spanien            | Sergio de Celis (46,48) Luis Dominguez (46,40) Miguel Perez-Godoy Brageli (46,13) Nacho Campos Beas (46,56) | 3.05,57 |            |
| 7         | 1    | Kroatien           | Jere Hribar (46,16) Nikola Miljenić (46,24) Vlaho Nenadic (46,70) Toni Dragoja (46,58)                      | 3.05,68 |            |
| 8         | 2    | Australien         | Maximillian Giuliani (46,62) Edward Sommerville (47,34) Harrison Turner (46,20) Matthew Temple (45,60)      | 3.05,76 |            |